# Ptychostomum pallescens
Ptychostomum pallescens là một loài rêu trong họ Bryaceae. Loài này được Schleich. ex Schwägr. J.R. Spence mô tả khoa học đầu tiên năm 2005.